# Swoszowice (Kraków)
Swoszowice là một trong 18 quận của Krakow, nằm ở phía nam của thành phố. Cái tên Swoszowice xuất phát từ một ngôi làng cùng tên hiện là một phần của huyện.
Theo Tổng cục Thống kê Trung ương dữ liệu, diện tích của huyện là 25,6 kilômét vuông (9,88 dặm vuông Anh) và 25 608 người sinh sống ở Swoszowice.

## Phân khu của Swoszowice
Swoszowice được chia thành các phân khu nhỏ hơn (osiedles). Đây là danh sách.
- Bania
- Barycz
- Jugowice
- Kliny Borkowskie
- Kosocice
- Lusina
- Łysa Góra
- Opatkowice
- Rajsko
- Siarczana Góra
- Soboniowice
- Swoszowice
- Wróblowice
- Zbydniowice